# Marcus Morris
Marcus David "Mook" Morris (Filadèlfia, Pennsilvània, 2 de setembre de 1989) és un jugador de bàsquet nord-americà que pertany a la plantilla dels Detroit Pistons de l'NBA. Amb 2,06 metres d'alçada juga en la posició d'aler pivot preferiblement. És germà bessó del també jugador de l'NBA Markieff Morris.